# Bernd Klotz
Bernd Klotz (Pforzheim, 8 settembre 1958) è un allenatore di calcio ed ex calciatore tedesco di ruolo attaccante.